# Banigbé (Plateau)
Banigbé ist ein Arrondissement im Departement Plateau im westafrikanischen Staat Benin. Es ist eine Verwaltungseinheit, die der Gerichtsbarkeit der Kommune Ifangni untersteht.

## Demografie und Verwaltung
Gemäß der Volkszählung 2013 des beninischen Statistikamtes INSAE hatte das Arrondissement 25.974 Einwohner, davon waren 12.346 männlich und 13.628 weiblich.
Von den 69 Dörfern und Quartieren der Kommune Ifangni entfallen 15 auf Banigbé:
1. Akadja
2. Akadja-Agamadin
3. Akadja-Gbodjè
4. Akadja-Goutèdo
5. Banigbé Gare
6. Banigbé Lokossa
7. Banigbé-Nagot
8. Dangban
9. Doké
10. Doké-Hanzoumè
11. Doké-Sèdjè
12. Hègo
13. Lokossa-Alihogodo
14. Loubé
15. Sèdo